# Laserextensometer
Ein Laserextensometer ist ein optisches Messgerät zur berührungsfreien Verformungsmessung mittels Laser in der Materialprüfung. Damit können im Zugversuch Kennwerte wie Ausdehnung und genauer Zeitpunkt des Probenbruches bestimmt werden. Die Ausdehnung kann typischerweise auf einige Mikrometer genau bestimmt werden.
Mit driftfreien Systemen können Langzeitmessungen durchgeführt werden. So lassen sich u. a. Rückschlüsse auf bleibende Verformungen bei Dauerbelastung ziehen, die der Werkstoffwahl und -verbesserung dienen.

## Funktionsprinzip
Auf einer Zugprobe werden Markierungen aufgetragen. Beim Auftragen wird darauf geachtet, dass die Markierungen die Stoffeigenschaften nicht beeinflussen. Ein Laserscanner tastet die Probenoberfläche entlang einer Linie parallel zur Kraftrichtung ab. Der Laserstrahl wird an den Markierungen diffus reflektiert, was von einem Photoempfänger registriert und in elektrische Signale umgewandelt wird. Diese werden digitalisiert und per Software die Abstände zwischen den Markierungsstreifen berechnet.